# Босдаррос
Босдарро́с (фр. Bosdarros) — коммуна во Франции, находится в регионе Аквитания. Департамент — Атлантические Пиренеи. Входит в состав кантона Узом, Гав и Рив-дю-Не. Округ коммуны — По.
Код INSEE коммуны — 64139.

## География

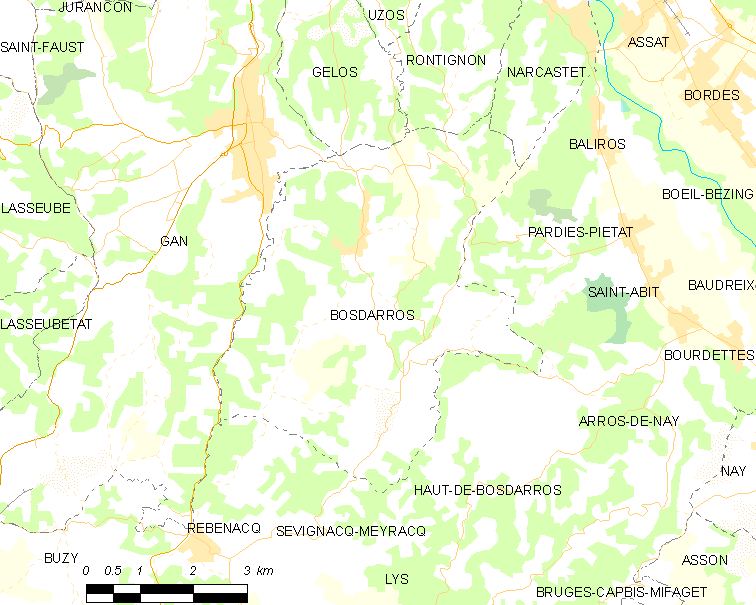
Карта коммуны

Коммуна расположена приблизительно в 670 км к югу от Парижа, в 185 км южнее Бордо, в 11 км к югу от По.
На северо-западе коммуны протекает река Неес.

### Климат
Климат тёплый океанический. Зима мягкая, средняя температура января — от +5°С до +13°С, температуры ниже −10 °C бывают редко. Снег выпадает около 15 дней в году с ноября по апрель. Максимальная температура летом порядка 20-30 °C, выше 35 °C бывает очень редко. Количество осадков высокое, порядка 1100 мм в год. Характерна безветренная погода, сильные ветры очень редки.

## Население
Население коммуны на 2010 год составляло 1014 человек.
| 1962 | 1968 | 1975 | 1982 | 1990 | 1999 | 2010 |
| ---- | ---- | ---- | ---- | ---- | ---- | ---- |
| 665  | 609  | 689  | 824  | 872  | 936  | 1014 |

## Администрация
| Период | Период | Фамилия         | Партия | Примечания |
| ------ | ------ | --------------- | ------ | ---------- |
| 1989   | 1995   | Жаклин Пуэй     |        |            |
| 1995   | 2008   | Жак Уртуа-Бенак |        |            |
| 2008   | 2020   | Жан-Пьер Лан    |        |            |

## Экономика
В 2010 году среди 643 человек трудоспособного возраста (15-64 лет) 458 были экономически активными, 185 — неактивными (показатель активности — 71,2 %, в 1999 году было 70,4 %). Из 458 активных жителей работали 435 человек (218 мужчин и 217 женщин), безработных было 23 (8 мужчин и 15 женщин). Среди 185 неактивных 63 человека были учениками или студентами, 80 — пенсионерами, 42 были неактивными по другим причинам.

## Достопримечательности
- Церковь Св. Орана (XVI век). Исторический памятник с 1987 года[4]